# Immaculée Ilibagiza
Immaculée Ilibagiza (sinh năm 1972)  là một tác giả và diễn giả động lực người Mỹ gốc Rwanda. Cuốn sách đầu tiên của bà, còn lại để kể: Khám phá Thiên Chúa giữa cuộc tàn sát Rwandan (2006), là một tác phẩm tự truyện kể chi tiết về cách bà sống sót trong cuộc diệt chủng Rwanda. Bà đã được giới thiệu trên một trong những chương trình PBS của Wayne Dyer và cũng trên một phân đoạn 60 Minutes ngày 3 tháng 12 năm 2006 (được phát sóng lại vào ngày 1 tháng 7 năm 2007).

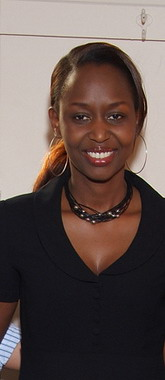
Immaculée Ilibagiza, 2007

Trong Left to Tell, Immaculée Ilibagiza chia sẻ kinh nghiệm của bà trong cuộc diệt chủng năm 1994 ở Rwanda. Bà sống sót trong 91 ngày với bảy người phụ nữ khác trong một phòng tắm nhỏ, không lớn hơn 3 feet (0,91 m) 4 feet (1,2 m) (diện tích 12 feet vuông). Phòng tắm được giấu trong một căn phòng phía sau tủ quần áo trong nhà của một mục sư người Hutu. Trong thời gian diệt chủng, hầu hết gia đình của Ilibagiza (mẹ bà, cha bà và hai anh em Damascene và Vianney) đã bị giết bởi những người lính của Hutu Interahamwe. Ngoài bản thân bà, người duy nhất còn sống sót trong gia đình bà là anh trai Aimable, người đang học ở nước ngoài ở Sénégal và không biết gì về nạn diệt chủng. Ilibagiza chia sẻ làm thế nào đức tin bàng giáo của bà hướng dẫn bà vượt qua thử thách và mô tả sự tha thứ và lòng trắc ẩn cuối cùng của bà đối với những kẻ giết gia đình mình.
Cuốn sách thứ hai của Immaculée Ilibagiza, được dẫn dắt bởi Faith: Trỗi dậy từ đống tro tàn của cuộc tàn sát Rwandan (2008), nhặt lên nơi bà rời đi trong Left to Tell. Bà kể câu chuyện sống sót của mình ngay sau cuộc diệt chủng mà bà đã trải qua. Nó mô tả làm thế nào niềm tin của bà vào Chúa giữ cho bà tiếp tục khi bà đấu tranh để tìm lại vị trí của mình trên thế giới, và nó cũng cho thấy cách bà tìm kiếm và khuyến khích nhiều trẻ mồ bài bị mất như nhau. Cuối cùng bà cũng tìm được một nơi ẩn náu an toàn ở Hoa Kỳ nơi bà có thể nhìn lại mọi thứ bà đã trải qua. Chính tại nơi an toàn này, nơi bà có khả năng suy ngẫm về lý do tại sao bà lại sống qua trải nghiệm này.
Năm 2006, một đoạn phim tài liệu ngắn về câu chuyện của bà, Nhật ký của người bất tử, được phát hành bởi các tài liệu được đề cử của Viện hàn lâm Peter LeDonne và Steve Kalafer.
Ilibagiza nói chuyện trên toàn thế giới và là người nhận Giải thưởng Hòa bình và Hòa giải Mahatma Gandhi năm 2007. Năm 2012, bà là diễn giả ngày 9 tháng 6 cho Địa chỉ Toàn thể của Robert E. và Bonnie Cone Hooper của Hội nghị Học giả Cơ đốc tại Đại học Lipscomb.
Năm 2013, Ilibagiza trở thành bàng dân Hoa Kỳ nhập tịch.

## Sách
- Ilibagiza, Immaculée (với Steve Erwin). Còn lại để nói: Khám phá Thiên Chúa giữa cuộc tàn sát Rwandan. Carlsbad, CA: Nhà Hay, 2006. ISBN 1-4019-0896-9
- Ilibagiza, Immaculée (với Steve Erwin). Dẫn đầu bởi đức tin: Trỗi dậy từ đống tro tàn của cuộc diệt chủng Rwandan. Carlsbad, CA: Nhà Hay, 2008. ISBN 978-1-4019-1887-3 Mã số   980-1-4019-1887-3
- Ilibagiza, Immaculée (với Steve Erwin). Đức Mẹ Kibeho: Mary nói với thế giới từ trái tim của châu Phi. Carlsbad, CA: Nhà Hay, 2008. ISBN 1-4019-2378-X Mã số   1-4019-2378-X
- Ilibagiza, Immaculée. Cậu bé đã gặp Jesus: Segatashya Emmanuel ở Kibeho (28/11/2012) Carlsbad, CA: Hay House ISBN 978-1401935825
- Ilibagiza, Immaculée (với Steve Erwin). Kinh Mân bài: Lời cầu nguyện đã cứu cuộc đời tôi (15 tháng 8 năm 2013) Carlsbad, CA: Hay House ISBN 978-1401940171